# Maximilien Henri de Wied-Runkel
Maximilien Henri, comte de Wied-Runkel (1er mai 1681 – 19 décembre 1706) est un des princes souverains du Saint-Empire romain germanique. Il est comte de Wied-Runkel de 1692 jusqu'à sa mort.

## Biographie
Il est un fils de Georges Hermann de Wied (1640-1690) et de sa seconde épouse Jeanne-Élisabeth de Leiningen-Westerbourg (1659-1708). Il est le fondateur de la jeune ligne de Wied-Runkel.
Le 27 août 1692, il reçoit de son grand-père paternel Frédéric, comte de Wied la partie supérieure du comté de Wied qui inclut le château d'Altwied, le village d'Isenbourg, la paroisse de Maysheid et la seigneurie de Emeva (qui a été précédemment une partie de la Basse-Wied).
Il sert dans l'armée du landgrave Ernest-Louis de Hesse-Darmstadt, où il parvient au grade de Rittmeister.
Il est tué dans un duel, le 19 décembre 1706. Son fils mineur Jean Louis Adolphe, lui succède comme comte de Wied-Runkel.

## Mariage et descendance
Le 29 août 1704 à Detmold, il épouse Sophie Florentine de Lippe (8 septembre 1683 – 23 avril 1758), fille du comte Simon-Henri de Lippe et de Amélie de Dohna-Vianen. Ensemble, ils ont deux fils:
- Jean Louis Adolphe (30 mai 1705 – 18 mai 1762)
- Charles Guillaume Émile Alexandre (19 juin 1706 – 30 novembre 1771)